# Iniistius auropunctatus
Iniistius auropunctatus là một loài cá biển thuộc chi Iniistius trong họ Cá bàng chài. Loài này được mô tả lần đầu tiên vào năm 2002.

## Từ nguyên
Từ định danh của loài này trong tiếng Latinh nghĩa là "có chấm cam", ám chỉ các chấm màu cam ở thân sau của cả cá đực và cá cái.

## Phạm vi phân bố và môi trường sống
I. auropunctatus có phạm vi phân bố ở vùng biển Trung Thái Bình Dương. Loài này hiện chỉ được ghi nhận tại đảo Ua Pou thuộc quần đảo Marquises.
I. auropunctatus sống trên nền đáy cát, với độ sâu mà các mẫu vật được thu thập trong khoảng 15 – 17 m (nhưng có thể sống ở sâu hơn).

## Mô tả
Chiều dài cơ thể tối đa được ghi nhận ở I. auropunctatus là gần 13 cm. Trán dốc và cứng chắc là điểm đặc trưng của hầu hết các loài thuộc chi Iniistius. Điều này giúp chúng có thể dễ dàng đào hang dưới cát bằng đầu của mình.
Cá đực và cá cái đều có màu xám (thân trên sẫm màu xám hơn). Nhiều chấm rất nhỏ màu cam ở thân sau (tập trung nhiều ở thân trên). Một đốm đen nằm dưới đường bên, thẳng hàng so với vị trí gốc gai vây lưng thứ 7. Mống mắt màu cam. Cá cái có thêm một mảng đốm lớn màu hồng tím ở trên bụng, có các lằn cam tạo bởi viền của vảy.
Số gai ở vây lưng: 9; Số tia vây ở vây lưng: 12; Số gai ở vây hậu môn: 3; Số tia vây ở vây hậu môn: 12; Số tia vây mềm ở vây ngực: 12; Số gai ở vây bụng: 1; Số tia vây ở vây bụng: 5.

## Sinh thái và hành vi
I. auropunctatus được quan sát là sống thành từng nhóm nhỏ, với một con đực trưởng thành thống lĩnh những con cá cái trong hậu cung của nó.

### Trích dẫn
- J. E. Randall; J. L. Earle; D. R. Robertson (2002). “Iniistius auropunctatus, a new razorfish (Perciformes: Labridae) from the Marquesas Islands” (PDF). Cybium. 26 (2): 93–98.